# Шакълтън (планина)
Планината Шакълтън (на английски: Shackleton Range) е планина, разположена в Източна Антарктида, Земя Котс и е част от Трансантарктически планини. Простира се на около 200 km от запад на изток между 20° и 32° з.д. и на около 90 km от север на юг между 80°20’ и 81°20’ ю.ш, между големите ледници Слесър на север и Рековери на юг. Площ около 140 хил.km² На запад постепенно се понижава към брега на шелфовия ледник Филхнер. Състои се от отделни, издигащи се над ледения щит хребети Хърбърт (на север), Рид (на югоизток), Фукс (на запад) и др. Максимална височина връх Холмс 1875 m (80°40′ ю. ш. 24°40′ з. д. / 80.666667° ю. ш. 24.666667° з. д.). От нея на север и юг към големите ледници Слесър и Рековери се спускат малки и къси долинни ледници.
Планината е открита от британскта антарктическа експедиция (1914 – 16 г.), ръководена от Ърнест Шакълтън и много по-късно Британския комитет по антарктическите названия я наименува в негова чест. През 1956 – 57 г. на базата на направените аерофотоснимки от британска експедиция е картирана западната ѝ част, а през 1967, 1968 – 69 и 1969 – 70 г. на базата на допълнителни аерофотоснимки е картирана цялостно и детайлно.
- Топографска карта на планината Шакълтън